# La Menudera
La Menudera
es una casería que pertenece a la parroquia de Cancienes en el concejo de Corvera de Asturias (Principado de Asturias). Se encuentra a 240 m s. n. m. y está situada a 2,20 km de la capital del concejo, Nubledo. 

## Población
En 2020 contaba con una población de 1 habitante (INE 2020) y 2 viviendas.